# Hexatoma dignitosa
Hexatoma dignitosa är en tvåvingeart som först beskrevs av Alexander 1932.  Hexatoma dignitosa ingår i släktet Hexatoma och familjen småharkrankar. Inga underarter finns listade i Catalogue of Life.